# Tuffi ai Giochi olimpici intermedi
Ai Giochi olimpici intermedi di Atene del 1906, fu disputato un solo evento della disciplina tuffi.

## Punteggio
Gli atleti hanno effettuato tre tuffi ciascuno dalle tavole da 4, 8 e 12 metri, che sono stati giudicati dai giudici con un massimo di 20 punti. Il punteggio totale è stato dato la media di tutti i salti.

## Risultati
| Posizione | Atleta         | Paese    |
| --------- | -------------- | -------- |
|           | Gottlob Walz   | Germania |
|           | Georg Hoffmann | Germania |
|           | Otto Satzinger | Austria  |

## Nazioni partecipanti
Ai Giochi intermedi di Atene parteciparono 24 tuffatori provenienti da 8 nazioni:
- Austria (1)
- Danimarca (1)
- Germania (4)
- Grecia (3)
- Italia (2)
- Gran Bretagna (2)
- Stati Uniti (1)
- Svezia (10)

## Medagliere
| Posizione | Paese    | Oro | Argento | Bronzo | Totale |
| --------- | -------- | --- | ------- | ------ | ------ |
| 1         | Germania | 1   | 1       | 0      | 2      |
| 2         | Austria  | 0   | 0       | 1      | 1      |
| Totale    | Totale   | 1   | 1       | 1      | 3      |